# Niklas Kronwall
Niklas Kronwall (ur. 12 stycznia 1981 w Sztokholmie) – szwedzki hokeista, reprezentant Szwecji, trzykrotny olimpijczyk.

## Kariera
- Huddinge IK (1998–1999)
- Djurgårdens IF (1999–2003)
- Detroit Red Wings (2003-2004, 2005-2019)
  -  Grand Rapids Griffins (2004–2005, 2006)

Wychowanek Järfälla HC. Od 2003 zawodnik Detroit Red Wings. W październiku 2011 przedłużył kontrakt z klubem o siedem lat.
Uczestniczył w turniejach mistrzostw świata w 2003, 2005, 2006, 2012 oraz zimowych igrzysk olimpijskich 2006, 2010, 2014 (w ZIO 2014 po kontuzji Henrika Zetterberga został w jego miejsce kapitanem kadry).
Został jednym z nielicznych hokeistów, którzy zdobyli w karierze złoty medal Zimowych Igrzysk Olimpijskich, Mistrzostw świata, zdobyli Puchar Stanleya, czyli mistrzostwo ligi (jest to tzw. Triple Gold Club – elitarny „Klub potrójnego złota”), a dodatkowo zdobyli mistrzostwo ojczystego kraju.
Był znany z licznych i efektownych ataków ciałem podczas gry. W języku angielskim powstało określenie synonimiczne dla nagłego natarcia ciałem: kronwalled. Została temu poświęcona także strona internetowa dokumentująca ataki Kronwalla.
Latem 2019 zakończył karierę zawodniczą i objął funkcję doradcy menedżera generalnego Detroit Red Wings, Steve'a Yzermana.
Jego bracia Mattias (ur. 1977) i Staffan (ur. 1982) także zostali hokeistami. Przydomek Niklasa Kronwalla Nick Jr powstał z uwagi na to, że w drużynie Detroit Red Wings grał również inny Szwed, starszy o 11 lat Nicklas Lidström.

## Statystyki

### Sezon zasadniczy i play-off
| 1998–99     | Huddinge IK           | Swe-2       | 24  | 1  | 1   | 2   | 24  | –   | – | –  | –  | –  |
| 1999–00     | Djurgårdens IF        | Elit        | 37  | 1  | 4   | 5   | 16  | 8   | 0 | 0  | 0  | 8  |
| 2000–01     | Djurgårdens IF        | Elit        | 31  | 1  | 9   | 10  | 32  | 15  | 0 | 1  | 1  | 8  |
| 2001–02     | Djurgårdens IF        | Elit        | 48  | 5  | 7   | 12  | 34  | 0   | 0 | 0  | 0  | 0  |
| 2002–03     | Djurgårdens IF        | Elit        | 50  | 5  | 13  | 18  | 46  | 12  | 3 | 2  | 5  | 18 |
| 2003–04     | Detroit Red Wings     | NHL         | 20  | 1  | 4   | 5   | 16  | –   | – | –  | –  | –  |
| 2003–04     | Grand Rapids Griffins | AHL         | 25  | 2  | 11  | 13  | 20  | –   | – | –  | –  | –  |
| 2004–05     | Grand Rapids Griffins | AHL         | 76  | 13 | 40  | 53  | 53  | –   | – | –  | –  | –  |
| 2005–06     | Detroit Red Wings     | NHL         | 27  | 1  | 8   | 9   | 28  | 6   | 0 | 3  | 3  | 2  |
| 2005–06     | Grand Rapids Griffins | AHL         | 1   | 0  | 0   | 0   | 0   | –   | – | –  | –  | –  |
| 2006–07     | Detroit Red Wings     | NHL         | 68  | 1  | 21  | 22  | 54  | –   | – | –  | –  | –  |
| 2007–08     | Detroit Red Wings     | NHL         | 65  | 7  | 28  | 35  | 25  | 22  | 0 | 15 | 15 | 18 |
| 2008–09     | Detroit Red Wings     | NHL         | 80  | 6  | 45  | 51  | 50  | 23  | 2 | 7  | 9  | 33 |
| 2009–10     | Detroit Red Wings     | NHL         | 48  | 7  | 15  | 22  | 32  | 12  | 0 | 5  | 5  | 12 |
| 2010–11     | Detroit Red Wings     | NHL         | 77  | 11 | 26  | 37  | 36  | 11  | 2 | 4  | 6  | 8  |
| 2011–12     | Detroit Red Wings     | NHL         | 82  | 15 | 21  | 36  | 38  | 5   | 0 | 2  | 2  | 4  |
| 2012–13     | Detroit Red Wings     | NHL         | 48  | 5  | 24  | 29  | 44  | 14  | 0 | 2  | 2  | 4  |
| 2013–14     | Detroit Red Wings     | NHL         | 79  | 8  | 41  | 49  | 44  | 5   | 1 | 1  | 2  | 0  |
| 2014–15     | Detroit Red Wings     | NHL         | 80  | 9  | 35  | 44  | 40  | 6   | 0 | 2  | 2  | 4  |
| 2015–16     | Detroit Red Wings     | NHL         | 64  | 3  | 23  | 26  | 30  | 5   | 0 | 1  | 1  | 8  |
| NHL łącznie | NHL łącznie           | NHL łącznie | 738 | 74 | 291 | 365 | 456 | 109 | 5 | 42 | 47 | 89 |
| SHL łącznie | SHL łącznie           | SHL łącznie | 166 | 12 | 33  | 45  | 128 | 35  | 3 | 3  | 6  | 34 |

## Sukcesy
Reprezentacyjne
- Złoty medal mistrzostw Europy juniorów do lat 18: 1998
- Srebrny medal mistrzostw świata juniorów do lat 18: 1999
- Srebrny medal mistrzostw świata: 2003
- Złoty medal mistrzostw świata: 2006
- Złoty medal zimowych igrzysk olimpijskich: 2006
- Srebrny medal zimowych igrzysk olimpijskich: 2014

Klubowe
- Złoty medal Mistrzostw Szwecji: 2000, 2001 z Djurgårdens IF
- Puchar Stanleya: 2008 z Detroit Red Wings

Indywidualne
- Mistrzostwa świata do lat 18 w hokeju na lodzie mężczyzn 1999:
  - Skład gwiazd turnieju[6]
- Mistrzostwa świata juniorów do lat 20 w 2000:
  - Pierwsze miejsce w klasyfikacji strzelców wśród obrońców: 5 goli
- Sezon AHL 2004/2005:
  - Eddie Shore Award
  - AHL First All-Star Team
- Mistrzostwa Świata w Hokeju na Lodzie 2005:
  - Skład gwiazd turnieju
- Mistrzostwa Świata w Hokeju na Lodzie 2006/Elita:
  - Skład gwiazd turnieju
  - Najlepszy obrońca turnieju
  - Najbardziej Wartościowy Zawodnik (MVP) turnieju
- Sezon NHL (2007/2008):
  - Pierwsze miejsce w klasyfikacji kanadyjskiej wśród obrońców: 15 asyst

Wyróżnienia
- Zawodnik roku w kategorii juniorów w sezonie Elitserien 2000/2001
- Triple Gold Club: 2008